# Navio de guerra russo, vá se foder

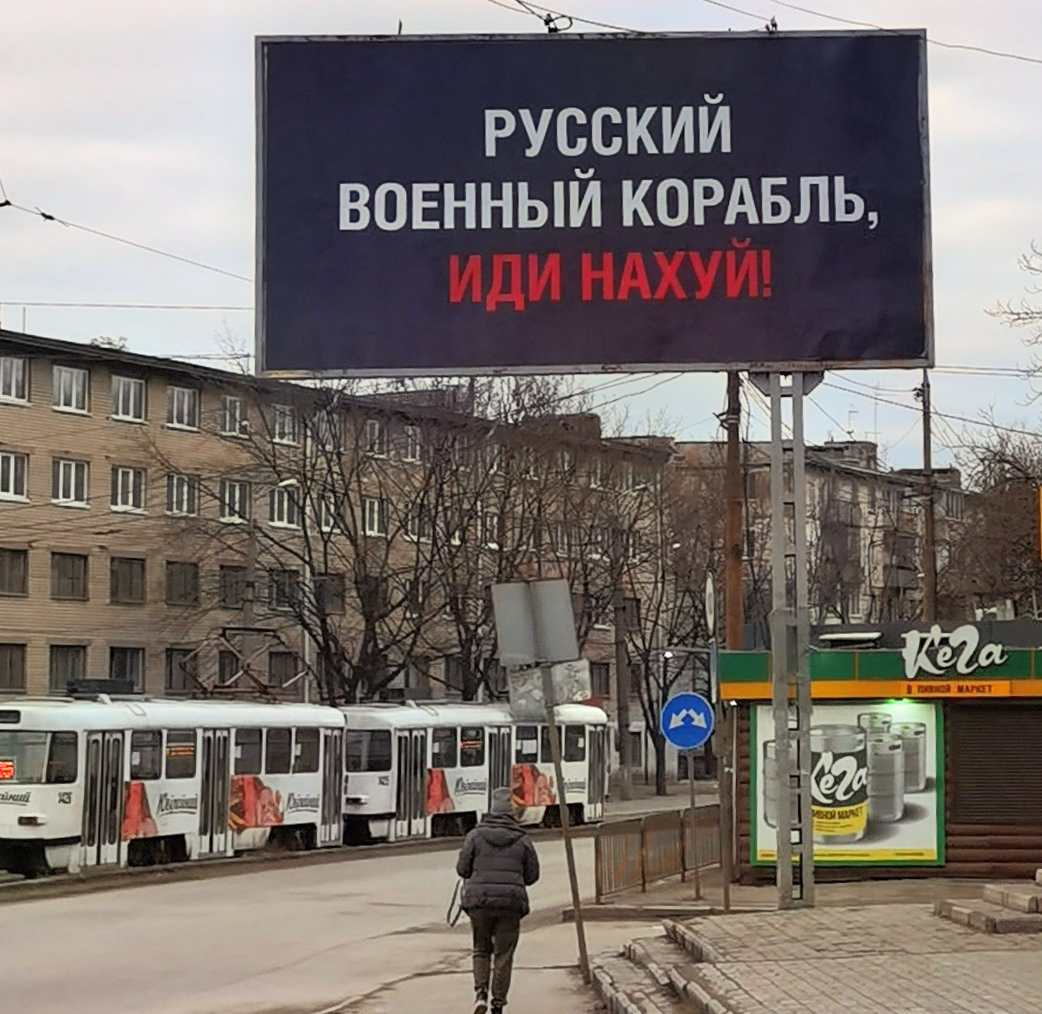
"Navio de guerra russo vai se foder!", outdoor em língua russa em Dnipro, Ucrânia

“Navio de guerra russo, vá se foder!” (em ucraniano:  “Російський військовий кораблю, іди нахуй”, transl. “Rosiysʹkyy viysʹkovyy korablyu, idy nakhuy”; em russo:  “Русский военный корабль, иди нахуй!”) foi a última comunicação feita por Roman Valentinovych Hrybov (em ucraniano:  Роман Валентинович Грибов), que estava aquartelado na Ilha das Serpentes em 24 de fevereiro de 2022 durante o ataque russo à ilha. A frase e suas derivações foram amplamente adotadas, tanto online quanto offline, durante a invasão russa da Ucrânia em 2022. Em 12 de março de 2022, a frase foi comemorada em um selo postal por Ukrposhta. Em sua libertação, Hrybov foi premiado com uma medalha por suas ações. Durante seu cativeiro, sua família solicitou a marca registrada do slogan.
Em 14 de Abril de 2022, o cruzador Moskva, que havia pedido a rendição, foi afundado pelas Forças Armadas Ucranianas.

## Precedentes
Em 24 de fevereiro de 2022, dois navios de guerra russos iniciaram um ataque⁣ a ⁣Ilha das Serpentes, uma ilha ucraniana localizada no Mar Negro. A ilha possui uma só aldeia, povoada por menos de 30 pessoas, apenas um pequeno contingente de 13 guardas de fronteira que lá estavam no momento do ataque. Durante a investida, um dos navios de guerra russos que participava do cerco da ilha ordenou aos soldados que se rendessem em troca de segurança, momento em que os defensores recusaram a oferta e responderam com a observação. A conversa real traduzida foi:
Navio de guerra russo: "Ilha das cobras, eu, navio de guerra russo, repito a oferta: abaixe as armas e renda-se, ou você será bombardeado. Você me entendeu? Está ouvindo?"

Ucraniano 1 (Hrybov): “É isso, então. Ou deveríamos mandá-los se foder?”
Ucraniano 2: “Poderia muito bem.”
Ucraniano 1: “Navio de guerra russo, vá se foder!”
Comunicação é encerrada
O autor e acadêmico Alex Abramovich, escrevendo na London Review of Books, observou que uma tradução mais literal de “Йди нахуй”, transliterada como “Idi na khuy”, é “Vá para um pau”. O soldado que se acredita ter falado a frase foi o fuzileiro naval Roman Hrybov.
Posteriormente, a Ilha das Serpentes foi capturada pelas forças navais russas, e anunciado que os treze soldados que a defendiam foram mortos no assalto. O presidente ucraniano, Volodymyr Zelenskyy, anunciou que premiaria “postumamente” os soldados na Ilha da Cobra com a mais alta honra ucraniana, o Herói da Ucrânia.
Em 28 de fevereiro de 2022, a Marinha Ucraniana postou em sua página no Facebook que todos os guardas de fronteira da ilha estavam vivos e detidos pela Marinha Russa.
Em 24 de março de 2022, alguns dos guardas de fronteira da Ilha da Cobra, incluindo Roman Hrybov, foram devolvidos à Ucrânia em uma troca de prisioneiros. Em 29 de março de 2022, Hrybov, retornou à sua região natal, Cherkasy, e recebeu uma medalha por suas ações.

## Recepção

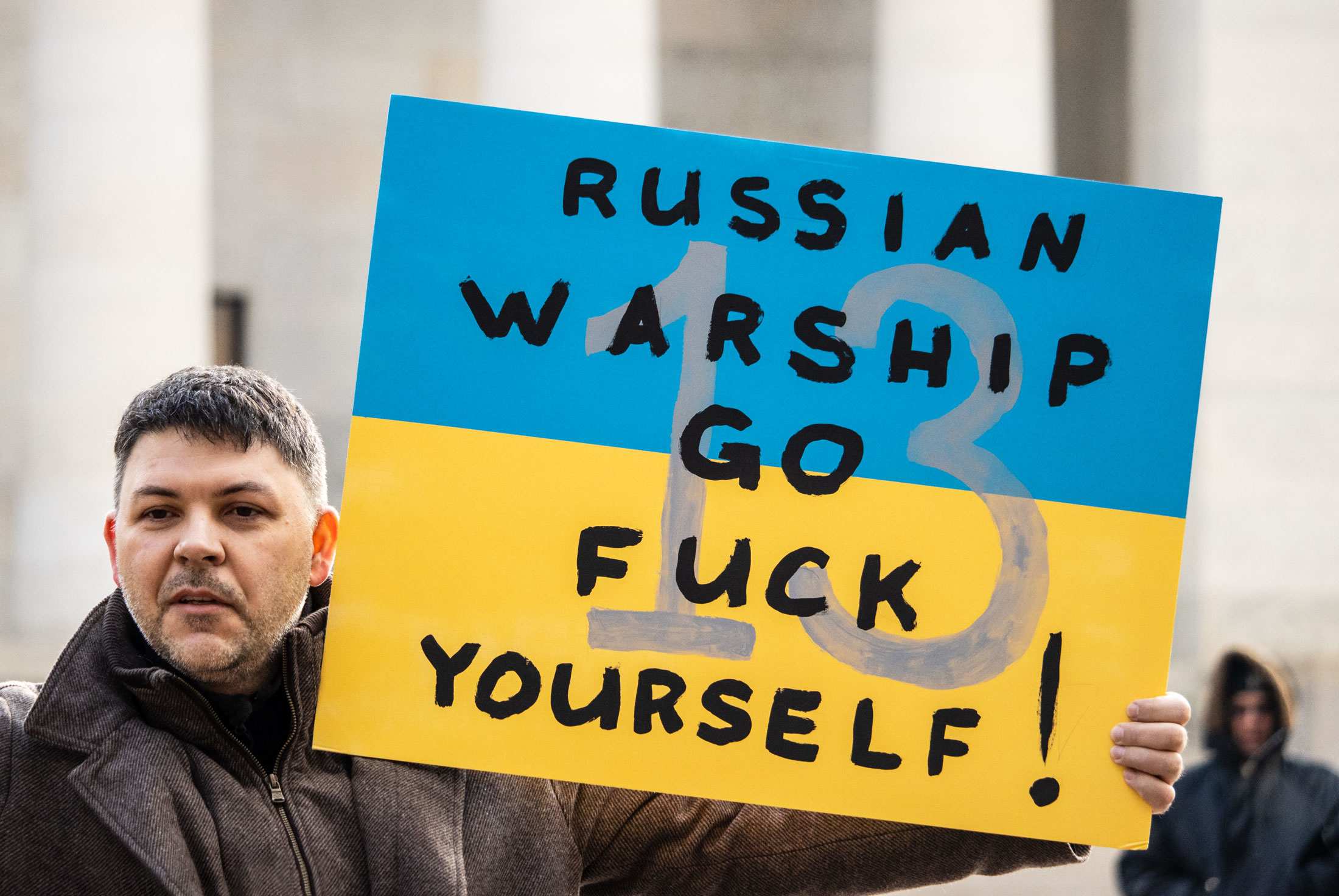
Rally em apoio à Ucrânia em Columbus, Ohio, usando a frase (26 de fevereiro de 2022)

As gravações da troca se tornaram amplamente divulgadas na internet e rapidamente se tornaram virais em várias plataformas de mídia social, e desde então se traduziram em um grito de guerra tanto dos militares quanto dos civis ucranianos que protestavam contra a invasão.
O senador dos EUA Ben Sasse mencionou a frase ao falar no plenário do Senado em 28 de fevereiro: “Um ucraniano, após conversar um pouco com alguns de seus colegas em uma gravação que muitos que podem ter ouvido agora, decidiu aumentar o volume e anunciou, 'navio de guerra russo, idi nakhuy '. [. . . ] Esse é agora o grito de guerra da resistência ucraniana”.
Andrew Keen, escrevendo no Literary Hub, observou que, como resultado do slogan, “Até a palavra 'F' foi 'armada' e agora era um 'meme popular da Internet de resistência à invasão russa'”. O Washington Post disse que “a Ucrânia está revidando, um palavrão de cada vez”.

### Comparação histórica
The Week comparou a frase com “Lembre-se do Álamo” da Revolução do Texas no século XIX. O Small Wars Journal comparou a frase a outras provocações de batalha notáveis, como “Molon labe” e “Nuts!”, entre outros.
A frase também foi comparada à Resposta dos Cossacos Zaporozhianos, quando o Sultão do Império Otomano Mehmed IV pediu a rendição dos Cossacos Zaporozhianos (que viviam no que é hoje Ucrânia Central), que recusaram, respondendo com uma carta carregada de palavrões.

## Uso contínuo e viralização

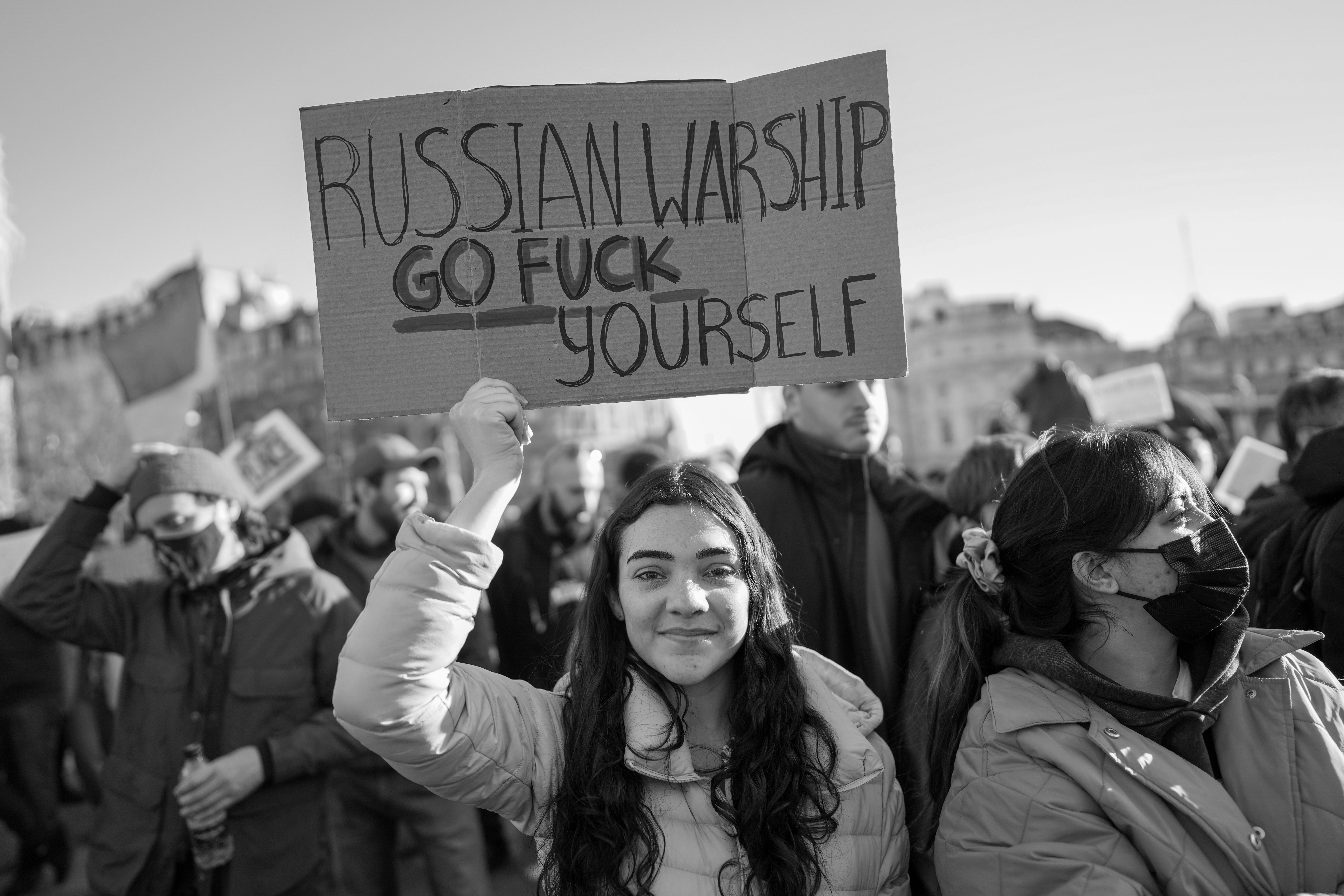
A frase em um sinal em um protesto

Em 26 de fevereiro de 2022, as Forças Armadas da Ucrânia explodiram um entroncamento ferroviário que ligava as ferrovias ucranianas e russas para impedir que o exército russo transportasse equipamentos militares e pessoal para a Ucrânia por via férrea. Quando os militares russos pediram à Ucrânia para restaurar a junção por razões humanitárias, o despachante ucraniano respondeu: “Trem russo, vá se foder!”.
Em 27 de fevereiro de 2022, um navio russo se aproximou de um petroleiro georgiano pedindo combustível. O último respondeu “navio russo, vá se foder” (“русский корабль, иди нахуй”). Quando os russos reclamaram que estavam quase sem combustível, eles foram instruídos a usar seus remos.
Em 7 de março de 2022, o navio russo Vasily Bykov, que anteriormente atacou com sucesso a Ilha das Cobras e se aproximava de Odessa, foi supostamente atingido pelas forças de defesa ucranianas. Eles comemoraram com “Nós batemos neles!” e “Navio russo, vá se foder”. No entanto, em 16 de março de 2022, Vasily Bykov foi visto entrando em Sevastopol sem danos visíveis.
Em março de 2022, a banda ucraniana Botashe lançou uma música intitulada “PNH” (em ucraniano:  ПНХ), que apresenta predominantemente a frase.
Em 29 de março de 2022, o Ministério da Defesa ucraniano lançou o “Oscar militar ucraniano” (em conjunto com o 94º Oscar) e deu o prêmio de Melhor Filme ao naufrágio do Saratov em 21 de março, em Berdiansk, e ao qual atribuiu o título do filme simulado, “Navio de guerra russo, vá F***-se em Berdyansk”.

### Selo comemorativo
Em 1.º de março de 2022, Ukrposhta, o serviço postal ucraniano, lançou um concurso de design de selos sobre o tema da frase. Em 12 de março de 2022, o primeiro vice-ministro das Relações Exteriores Emine Dzhaparova anunciou que o trabalho do artista Borys Grokh ganhou o voto popular de Ukrposhta para o esboço do selo. O site de checagem de fatos Snopes disse que Grokh viveu em Yevpatoria na Crimeia toda a sua vida e estava estudando para ser artista, mas como resultado da invasão russa da Crimeia em 2014, ele foi forçado a deixar sua casa e se mudou para Kiev e depois para Lviv. Snopes citou que Ukrposhta encorajou os ucranianos a enviar o mesmo para seus “amigos no exterior ou enviar um ardente 'olá' aos russos”.